# Eublemma debilis
Eublemma debilis là một loài bướm đêm trong họ Erebidae.